# Distretto di Uchkurgan
Il distretto di Uchkurgan (usbeco Uchqo`rg`on) è uno degli 11 distretti della Regione di Namangan, in Uzbekistan. Il capoluogo è Uchkurgan.
| Controllo di autorità | VIAF (EN) 146821842 · LCCN (EN) n2010048293 |